# Тупальцы
Ту́пальцы (укр. Тупальці) — село на Украине, основано в 1650 году, находится в Новоград-Волынском районе Житомирской области.
Население по переписи 2001 года составляет 608 человек. Почтовый индекс — 11747. Телефонный код — 4141. Занимает площадь 2,015 км².

## Адрес местного совета
11747, Житомирская область, Новоград-Волынский р-н, с. Тупальцы